# Dänische Jugendorganisationen in Südschleswig
Die dänischen Jugendorganisationen in Südschleswig (dänisch: Sydslesvigs danske Ungdomsforeninger) (SdU) sind die Dachorganisation der dänischen Sport- und Jugendvereine in Südschleswig. Die Organisation hat insgesamt etwa 12.000 Mitglieder, die in 65 Vereinen organisiert sind. Die Größe der einzelnen Vereine variiert zwischen 10 und 1000 Mitgliedern.

Ein Schild der „Idrætshallen“ in Flensburg zeigt das frühere Logo der SdU mit den Schleswigschen Löwen

## Angebote des SdU

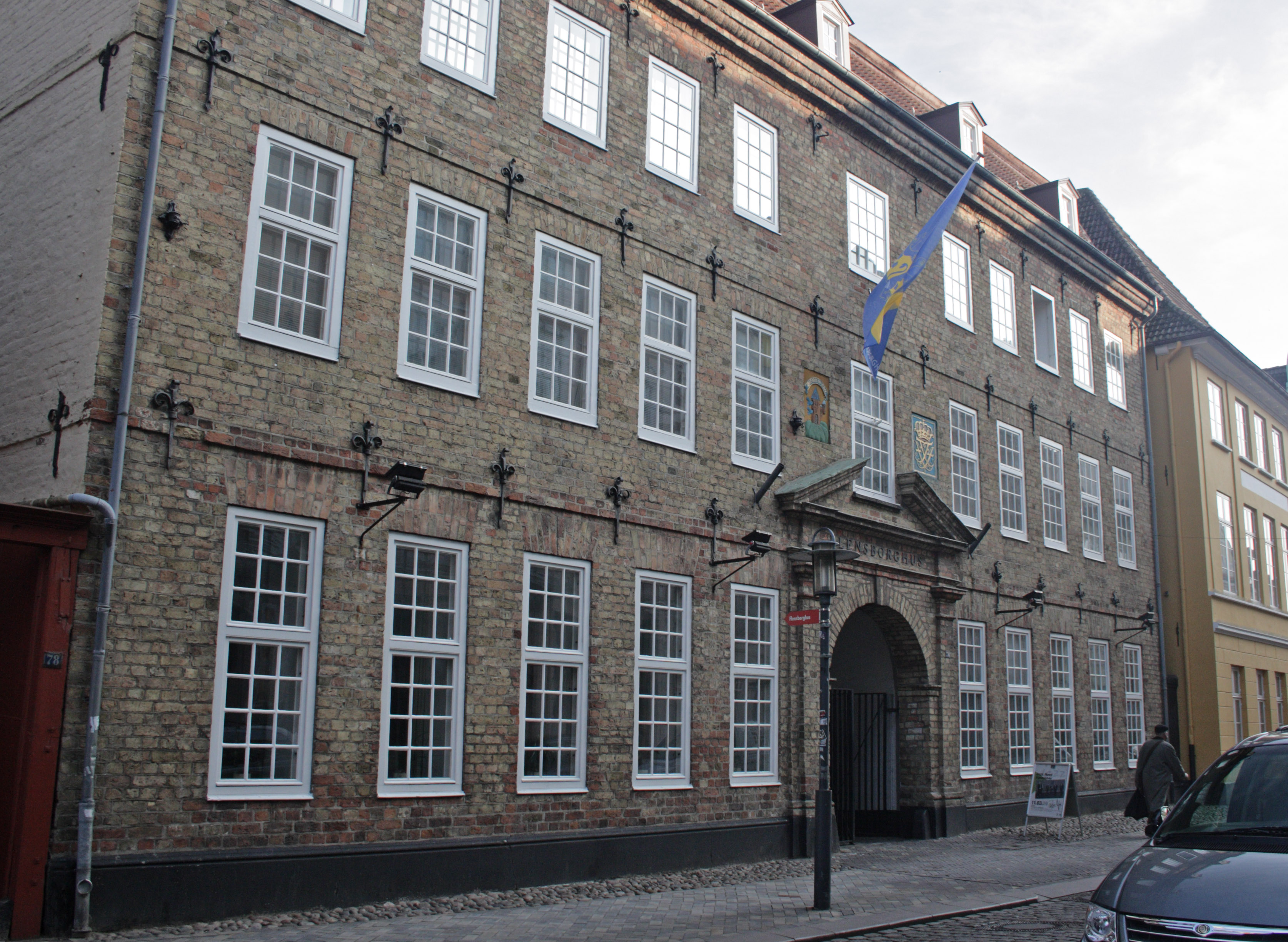
Das Flensborghus in Flensburg beherbergt u. a. die Verwaltung der SdU.

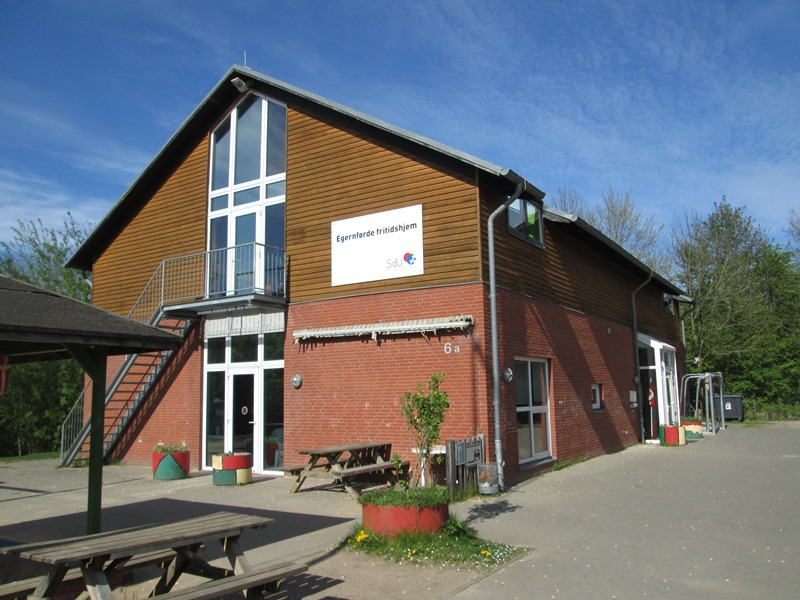
Das Egernførde Fritidshjem ist eines von mehreren von der SdU betriebenen Freizeitheimen in Südschleswig

Der SdU ist nicht nur als Dachorganisation tätig, sondern betreibt auch verschiedene Einrichtungen. Hierzu gehören 12 Freizeitheime, 10 Klubhäuser, 2 größere Sporthallen, 4 Schullandheime, 1 Tagungszentrum und diverse Sportplätze.
Die bekanntesten Einrichtungen sind:
- Flensborghus in Flensburg ist seit 1920 das zentrale Kultur- und Verwaltungshaus der dänischen Minderheit in Südschleswig. Der SdU teilt sich seit 1999 das Gebäude mit dem Sydslesvigsk Forening. Das Haus bietet Räumlichkeiten für u. a. Volkstanz, Theater, Kindertheater, Konzerte und Diskussionsabende.

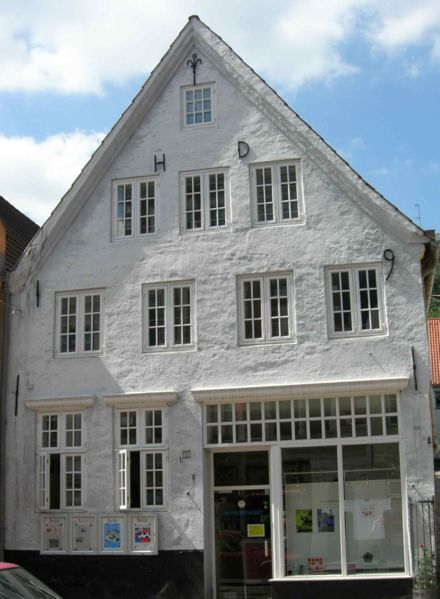
Aktivitetshuset mit Werkstätten, Tonstudio etc. in Flensburg

- Aktivitetshuset in Flensburg wurde 1990 errichtet und bietet u. a. Angebote im Bereich Foto, Buchdruck, EDV, Video, Musik, Kunst, Holz- und Metallbearbeitung. Jedes Jahr nutzen etwa 20.000 verschiedene Personen die Angebote.
- Hjemmet in Flensburg war die erste Heimat der Duborg-Skolen. Heute ist Hjemmet insbesondere der Ort, an dem „Det lille Teater“, das kleine Theater der dänischen Minderheit, auftritt.
- Idrætshallen ist die dänische Sporthalle in Flensburg, 1967 erbaut. Bei Sportveranstaltungen bietet sie 1200 Besuchern Platz. Sie hat 648 Sitzplätze.
- Træningshallen ist die dänische Sporthalle in Schleswig, 1979 erbaut. Sie liegt direkt neben den drei Fußballplätzen des dänischen Vereins „Slesvig IF“ (SIF).

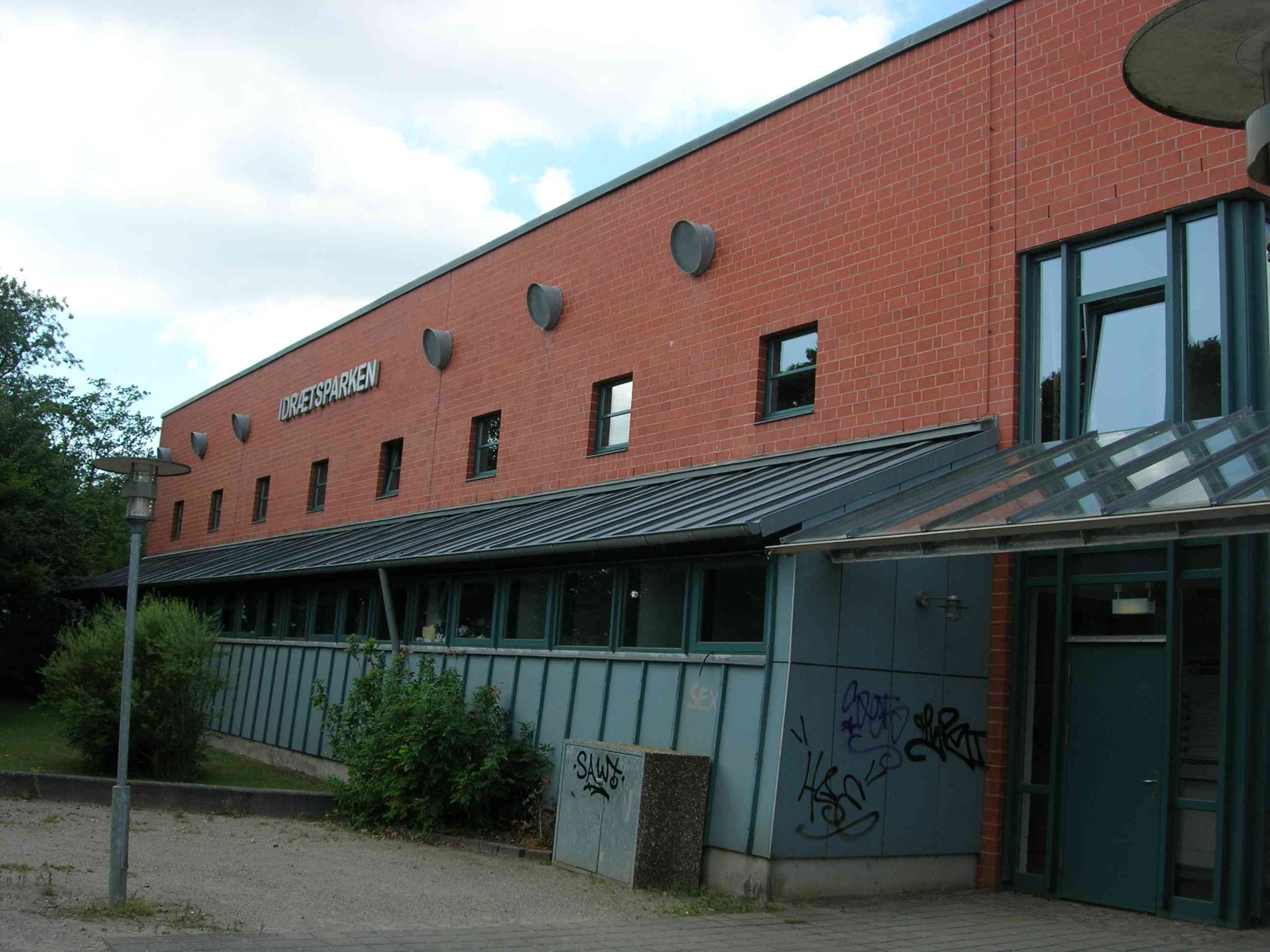
Idrætsparken (≈Sportpark) in Flensburg

- Idrætsparken in Flensburg ist die Sportanlage des größten Sportvereins der Minderheit DGF (Dansk Gymnastik Forening).
- Christianslyst in Nottfeld bei Süderbrarup ist ein Schullandheim und gleichzeitig das Tagungszentrum der dänischen Minderheit. Es wurde 1969 gebaut und bietet Schlafplätze für 138 Personen.
- Spejdergården Tydal in Eggebek ist der zentrale Treffpunkt des Dansk Spejderkorps Sydslesvig, der Pfadfinderorganisation der Minderheit. Die Einrichtung wurde 1963 erworben und wird mittlerweile nicht nur von den Pfadfindern, sondern auch von verschiedenen Organisationen und Schulen als eine Art Schullandheim genutzt. Es gibt ein Hauptgebäude mit 41 Betten und 4 Hütten mit 36 Schlafplätzen.
- Trenehytten an der Treene in der Nähe von Tarp ist der zentrale Treffpunkt des Frivilligt Drenge- og Pige-Forbund in Südschleswig. Sie wird auch gerne von kleineren Gruppen als eine Art Schullandheim genutzt und bietet sie eine Schlafgelegenheit für 38 Personen.

## Geschichte
Am 28. September 1923 wird für die zahlreichen dänischen Jugendorganisationen die Dachorganisation „De mellemslesvigske Ungdomdsforeninger“ errichtet. Mitgliedsblatt ist die seit 1921 erscheinende Zeitschrift „Holger Danske“. 1924 ändert die Organisation ihren Namen in „Sydslesvigs danske Ungdomsforeninger“. 1931 erscheint die letzte Ausgabe von „Holger Danske“.
Während des Zweiten Weltkrieges werden die meisten Mitglieder als Soldaten eingezogen oder in Konzentrationslager eingewiesen. Es gelingt allerdings einigen Frauen, das Vereinsleben zumindest teilweise aufrechtzuerhalten.
Im Jahre 1947 wird die Abkürzung SdU eingeführt. Die Anzahl der organisierten Vereine steigt nach dem Zweiten Weltkrieg von 42 im Jahre 1946 auf 70 im Jahre 1949. Den dänischen Sportvereinen ist es bis 1951 verboten, an den deutschen Turnieren und Meisterschaften teilzunehmen. Sie nehmen so lange an dänischen Turnieren teil. 1955 erreicht der SdU eine Gleichstellung der dänischen Vereine mit den deutschen Vereinen. In den 50er Jahren wird die neue Mitgliederzeitung „Treklangen“ eingeführt.
1963 bestehen die SdU aus 97 angeschlossenen Vereinen, 1973 aus 63 angeschlossenen Vereinen mit etwa 8.000 Mitgliedern und 1993 aus 73 angeschlossenen Vereinen mit etwa 12.000 Mitgliedern.
Seit der Etablierung der Fußball-Europameisterschaften für nationale Minderheiten (Europeada) im Jahr 2008 stellen die SdU die gemeinsame Fußballmannschaft der dänischen Minderheit (Det sydslesvigske landshold ≈ etwa: Südschleswigsche Nationalmannschaft). Die Mannschaft besteht aus Spielern unterschiedlicher dänisch-südschleswigscher Klubs. Im Juli 2013 fand erstmals ein Freundschaftsspiel mit der Mannschaft des schonischen Fußballverbandes statt.

### Vorsitzende
- 1923–1924: J.K. Petersen
- 1924–1927: Jacob Kronika
- 1927–1931: J.G. Brodersen
- 1931–1933: Frederik Mommsen
- 1933–1938: Fr. Petersen
- 1938–1946: Hans Meng
- 1946–1956: Hermann Tychsen
- 1956–1959: Gerhard Wehlitz
- 1959–1961: Anna Schröder
- 1961–1970: Wilhelm Klüver
- 1970–1980: Heinrich Schultz
- 1980–1986: Walter Johannsen
- 1986–1993: Tove Vynne
- 1993–2008: Anne Kämper
- 2008–2014: Inger Marie Christensen
- 2014–2022: Kirstin Asmussen, Flensborg
- 2022– 2024   : Kay von Eitzen, Flensborg
- 2024 - : Mads Lausten